# Bugaj (gmina Brzeziny)
Bugaj – wieś w Polsce, w województwie wielkopolskim, w powiecie kaliskim, w gminie Brzeziny.
Do 31 grudnia 2024 miejscowość była częścią wsi Przystajnia-Kolonia.